# Die for You (Starset-dal)
A Die for You dal a Starset amerikai rockegyüttes Vessels című lemezéről.
2018. augusztus 24-én az együttes kiadta a dal akusztikus verzióját Die for You (Acoustic Version) címen, a második kislemezként a Vessels 2.0 című albumáról. A hasonlóan újradolgozott Bringing It Down (Version 2.0) dalt követte.

## Közreműködők
A Genius adatai alapján.
- Dustin Bates – éneklés, dalszerző, programozás
- Daniel Ticotin – dalszerző
- Rob Graves – producer, basszusgitár, programozás, felvételi hangmérnök
- Joe Rickard – dobok, hangszerkesztés
- Elizabeth Lamb – brácsa
- David Davidson – hegedű
- David Angell – hegedű
- Anthony LaMarchina – cselló
- Igor Horosev – vonós hangszerelés, programozás
- Alex Niceforo – programozás
- Josh Baker – programozás
- Paul Trust – programozás
- Paul DeCarli – hangszerkesztés
- Mike Plotnikoff – felvételi hangmérnök
- Justin Spotswood – felvételi hangmérnök
- Bobby Shin – felvételi hangmérnök
- Ben Grosse – keverő hangmérnök
- Bob Ludwig – maszterelő hangmérnök